# ロベルト・コッホ賞
ロベルト・コッホ賞（ロベルト・コッホしょう、独: Robert-Koch-Preis）は、ロベルト・コッホが自身の結核に関する研究をサポートしてもらうことを目的に設立し、結核菌を発見した折には多数の国際的援助がついた。現在、ドイツ連邦共和国の学問の賞の中で最も高額かつ名声の高い賞であり、医学研究のなかでも主に微生物学・免疫学分野における優れた業績に対して与えられる。
ロベルト・コッホ賞は、コッホ賞とコッホ・ゴールドメダルの2つからなる。コッホ賞は医学研究で新しい発見をした者に対して与えられ、ロベルト・コッホ財団から賞金100,000ユーロが贈られる。コッホ・ゴールドメダルは医学研究において優れた業績の蓄積がある者に対して与えられる。

## コッホ賞
- 1960年 Hugo Braun、ルネ・デュボス、 海老名敏明、Ludwig Heilmeyer、Franz Redeker、 Josef Tomczik
- 1962年 ジョン・フランクリン・エンダース、アルバート・サビン、ジョナス・ソーク
- 1963年 吉田富三
- 1965年 Gertrud Meissner
- 1966年 Karl Bartmann
- 1968年 Arthur Brockhaus、Hans-Werner Schlipkoter、Heinz Stolp
- 1969年 Pirjo Helena Makela
- 1970年 William M. Hutchinson、Jorgen C. Siim
- 1971年 Gertrude Henle、Werner Henle
- 1972年 Lubertus Berrens、Alain L. de Weck
- 1973年 Jean Lindenmann、Hans G. Schwick
- 1974年 Norbert Hilschmann
- 1975年 ハラルド・ツア・ハウゼン、Heinz-G. Wittmann
- 1976年 Richard A. Finkelstein、Mark H. Richmond
- 1977年 ジャン・ドーセ、Jan J. van Rood
- 1978年 アルブレヒト・クラインシュミット、Heinz L. Sänger
- 1979年 Ruth Arnon、Peter Starlinger
- 1980年 セーサル・ミルスタイン、Lewis W. Wannamaker
- 1981年 Robert M. Chanock、Lars Å. Hanson
- 1982年 Raymond L. Erikson、Franz Oesch
- 1983年 Werner Goebel、ロバート・ワインバーグ
- 1984年 Walter Doerfler、Stuart F. Schlossman
- 1985年 Stefania Jablonska、Gérard Ch. J. Orth
- 1986年 利根川進
- 1987年 Mario Rizzetto、ルドルフ・ロット、John J. Shekel
- 1988年 ドナルド・メトカーフ
- 1989年 Irun R. Cohen、アレックス・ファンデルエブ
- 1990年 Lloyd J. Old
- 1991年 Walter Fiers、谷口維紹
- 1992年 キャリー・マリス
- 1993年 Hans-Georg Rammensee、Daniel W. Bradley、マイケル・ホートン
- 1994年 Volkmar Braun、Manuel Elkin Patarroyo
- 1995年 長田重一、Peter H. Krammer
- 1996年 フリッツ・メルヒャース、Klaus Rajewsky
- 1997年 フィリップ・サンソネッティ
- 1998年 ヤン・チャン、Patrick S. Moore
- 1999年 ラルフ・スタインマン
- 2000年 スタンレー・ファルコウ（英語: Stanley Falkow）
- 2001年 アクセル・ウルリッヒ
- 2002年 ルドルフ・イエーニッシュ
- 2003年 アドリアーノ・アグッツィ
- 2004年 ジュール・ホフマン、ブルース・ボイトラー、審良静男
- 2005年 ブライアン・ドラッカー
- 2006年 ピーター・パレーゼ（英語: Peter Palese）、河岡義裕
- 2007年 パスカル・コサール
- 2008年 ハンス・シェラー（英語: Hans Robert Schöler）、アービン・ワンスマン（英語: Irving Weissman）、山中伸弥
- 2009年 カール・ネーサン
- 2010年 マックス・クーパー
- 2011年 ジョージ・ガラン
- 2012年 本庶佑
- 2013年 ジェフリー・ゴードン
- 2014年 ジャン＝ローラン・カサノバ、アラン・フィッシャー
- 2015年 ラルフ・バーテンシュレーガー、チャールズ・ライス
- 2016年 アルバート・マントヴァーニ、マイケル・ヌッセンツヴァイク
- 2017年 ラフィ・アハメド、アントニオ・ランツァヴェッキア
- 2018年 ジェフリー・ラヴェッチ
- 2019年 Rino Rappuoli
- 2020年 坂口志文
- 2021年 Yasmine Belkaid、Andreas J. Bäumler
- 2022年 Philip Felgner、ドリュー・ワイスマン
- 2023年 Timothy A. Springer、Francisco Sánchez-Madrid
- 2024年 Lalita Ramakrishnan

## コッホ・ゴールドメダル
- 1974年 Paul Kallós
- 1977年 ピエール・グラバー
- 1978年 Theodor v. Brand、Saul Krugman
- 1979年 Christopher Andrewes
- 1980年 エミー・クラインバーガー=ノーベル
- 1981年 マクリン・マッカーティ
- 1982年 Edgar Lederer、Walter Pagel、Karl Styblo
- 1985年 Richard M. Krause
- 1986年 エルンスト・ルスカ
- 1987年 Hans J. Müller-Eberhard
- 1988年 Willy Burgdorfer
- 1989年 モーリス・ヒルマン
- 1990年 Ernst L. Wynder
- 1991年 Werner Schäfer
- 1992年 Piet Borst、Howard C. Goodmann
- 1993年 Karl Lennert、Otto Westphal
- 1994年 ポール・クライン
- 1995年 Charles Weissmann
- 1996年 Gustav Nossal
- 1997年 大村智
- 1998年 ジョージ・クライン
- 1999年 Barry R. Bloom
- 2000年 Marco Baggiolini
- 2001年 Nicholas Avrion Mitchison
- 2002年 アニエス・ウルマン
- 2003年 岸本忠三
- 2004年 Heinz Schaller
- 2005年 Emil R. Unan
- 2006年 Hans-Dieter Klenk
- 2007年 Brigitte A. Askonas
- 2008年 フィリップ・レダー
- 2009年 フォルカー・テルモイレン
- 2010年 Fotis C. Kafatos
- 2011年 エルンスト＝ルートヴィヒ・ヴィンナッカー
- 2012年 エッカード・ウィマー
- 2013年 アンソニー・ファウチ
- 2014年 ヘルマン・ブジャール
- 2015年 ピーター・ピオット
- 2016年 カイ・シモンズ
- 2017年 クリストファー・ウォルシュ
- 2018年 スタファン・ノルマーク
- 2019年 Martin J. Blaser
- 2020年 Thomas F. Meyer
- 2021年 キリアコス・コスタ・ニコラウ
- 2022年 Jörg Hacker
- 2023年 Patrice Courvalin
- 2024年 スチュアート・シュライバー